# Gare de Kurihama
La gare de Kurihama (久里浜駅, Kurihama-eki) est une gare ferroviaire de la ville de Yokosuka, dans la préfecture de Kanagawa, au Japon. La gare est gérée par la JR East.

## Situation ferroviaire
Gare terminus, Kurihama marque la fin de la ligne Yokosuka.

## Histoire
La gare a été inaugurée le 1er avril 1944.

## Services aux voyageurs

### Accès et accueil
La gare dispose d'un bâtiment voyageurs, avec guichets, ouvert tous les jours.

### Desserte
- Ligne  Yokosuka :
  - voies 1 et 2 : direction Ōfuna, Yokohama et Tokyo (interconnexion avec la ligne Sōbu pour Chiba)

### Intermodalité
La gare de Keikyū Kurihama de la compagnie Keikyū est située à proximité immédiate.